# Peter Schickele

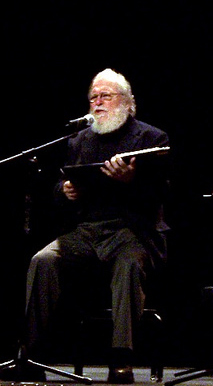
Peter Schickele (2010)

Peter Schickele (* 17. Juli 1935 in Ames, Iowa; † 16. Januar 2024 in Bearsville, New York) war ein US-amerikanischer Komponist. Er war ein Enkel des elsässischen Schriftstellers René Schickele (1883–1940).
Seine erdachte Biografie des P. D. Q. Bach, eines fiktiven letzten Sohnes des großen Barockkomponisten Johann Sebastian Bach, hat er mit einer großen Anzahl selbst komponierter parodistischer Musikstücke, die er unter diesem Pseudonym veröffentlichte, „ergänzt“. Mit schöner Regelmäßigkeit „entdeckte“ Schickele neue alte Werke des P. D. Q. Bach, gab diese heraus und führte sie erstmals auf, insbesondere in seinen legendären Weihnachtskonzerten in der Carnegie Hall. Inzwischen sind 17 CDs mit diesen Kompositionen erschienen.
Schickele trat jedoch auch durch eigene, nicht unter dem Namen P. D. Q. Bach veröffentlichte Kompositionen hervor, zum Beispiel mit dem Soundtrack zum amerikanischen Science-Fiction-Film Lautlos im Weltraum von 1972.

## Leben
Peter Schickele war ein Sohn des aus Deutschland emigrierten Agrarökonomen Rainer Wolfgang Schickele (1908–1996) und der Physikerin Elizabeth Wilcox (1908–1996). Sein Bruder David George Schickele (1937–1999) wurde Musiker und Filmregisseur. 
Schickele wuchs in Washington, D.C. und in Fargo in North Dakota auf. In Fargo schloss er 1952 die High School ab; bei Sigvald Thompson studierte er Kompositionslehre. Das Musikstudium am Swarthmore College schloss er 1957 ab; an der Juilliard School of Music, an der unter anderem Philip Glass und Steve Reich zu seinen Kommilitonen gehörten, erlangte er einen Abschluss als M. S. für Komposition. Zu seinen Lehrern an der Juilliard School gehörten neben Roy Harris, den er in den Folgejahren oftmals als denjenigen bezeichnete, der ihn am meisten beeinflusst habe, auch Darius Milhaud, Vincent Persichetti und William Bergsma. Von 1961 bis 1965 lehrte er selbst an der Juilliard School, danach war er wie bereits vorher wieder freiberuflich tätig.
Schickele war mit Susan Sindall verheiratet. Das in New York City wohnende Paar hatte zwei Kinder, einen Sohn und eine Tochter, die verschiedenen Indie-Rockbands angehörten, darunter Beekeeper, Ida und die K. and M Shanghai String Band.

## Werk
Schickele schuf mehr als 100 Lieder und Musikwerke für Symphonieorchester, Chöre, Kammermusikensemble, Filme (darunter Silent Running) sowie Animationsfilme nach den Büchern Where the Wild Things Are und In the Night Kitchen und fürs Fernsehen. Darüber hinaus entstanden Werke für Schulorchester und für einige Folkmusiker; die bekannteste dürfte Joan Baez sein. Für sie arrangierte und orchestrierte er in den 1960er-Jahren die drei Alben Noël, Joan und Baptism. Er schrieb mehrere Musicals, für die er auch verschiedene Preise erhielt, und gab als Musiker und als Dirigent zahlreiche Konzerte in Nordamerika und in verschiedenen Ländern anderswo. In seinem Gesamtwerk lassen sich sowohl Einflüsse der europäischen klassischen Musik als auch der amerikanischen Musik erkennen.
Schickele konzipierte von 1992 bis 1999 auch die 169 Folgen des Radioprogramms Schickele Mix, die als Teil des Bildungsprogramms von vielen öffentlichen Rundfunkstationen in den Vereinigten Staaten ausgestrahlt wurden. Die Produktion der Radioserie musste aus finanziellen Gründen in den späten 1990er-Jahren eingestellt werden; die Ausstrahlung von Programmwiederholungen erfolgte noch bis zum Juni 2007. Lediglich 119 der 169 Programmfolgen wurden wiederholt, da einige frühere Folgen im Rahmen des nationalen öffentlichen Rundfunkprogramms American Public Radio entstanden sind; die späteren Sendungen entstanden im Rahmen des nationalen öffentlichen Rundfunkprogramms von Public Radio International. Ab März 2006 konnten einige der bisher nicht wiederholten Folgen in die Wiederholung der Sendereihe wieder aufgenommen werden. Die bekannte Folge Periodic Table of Musics war jedoch nicht darunter, in der Schickele Musiker und Komponisten vergleichbar den Elementen in der Periodentafel der Elemente aufführt.
Schickele gehörte als Fagottspieler dem Rocktrio Open Window an, das die Musik zur Revue Oh! Calcutta! schrieb und aufführte.
Seine Werke erscheinen bei der Theodore Presser Company.